# 日夫科·戈齐奇
日夫科·戈齐奇（1982年8月22日—）生于贝尔格莱德，是一名塞尔维亚前男子水球运动员。他在9岁时开始练习水球，2001年开始参加国际比赛。职业生涯期间，他曾代表塞尔维亚参加2008年、2012年和2016年三届奥运，共收获一枚金牌和两枚铜牌。另外，他也在2013年至2016年间担任塞尔维亚国家队的队长。2016年里约奥运后，他退出了国家队。这之后他继续代表俱乐部参加比赛，直至2018年宣布结束运动生涯为止。